# Big Cabin (Oklahoma)
Big Cabin es un pueblo ubicado en el condado de Craig en el estado estadounidense de Oklahoma. En el año 2010 tenía una población de 265 habitantes y una densidad poblacional de 39,6 personas por km².

## Geografía
Big Cabin se encuentra ubicado en las coordenadas 36°32′39″N 95°13′14″O / 36.54417, -95.22056 (36.544031, -95.220496).

## Demografía
Según la Oficina del Censo en 2000 los ingresos medios por hogar en la localidad eran de $30,972 y los ingresos medios por familia eran $35,000. Los hombres tenían unos ingresos medios de $23,750 frente a los $21,964 para las mujeres. La renta per cápita para la localidad era de $18,165. Alrededor del 18.9% de la población estaban por debajo del umbral de pobreza.